# AN/ALQ-167

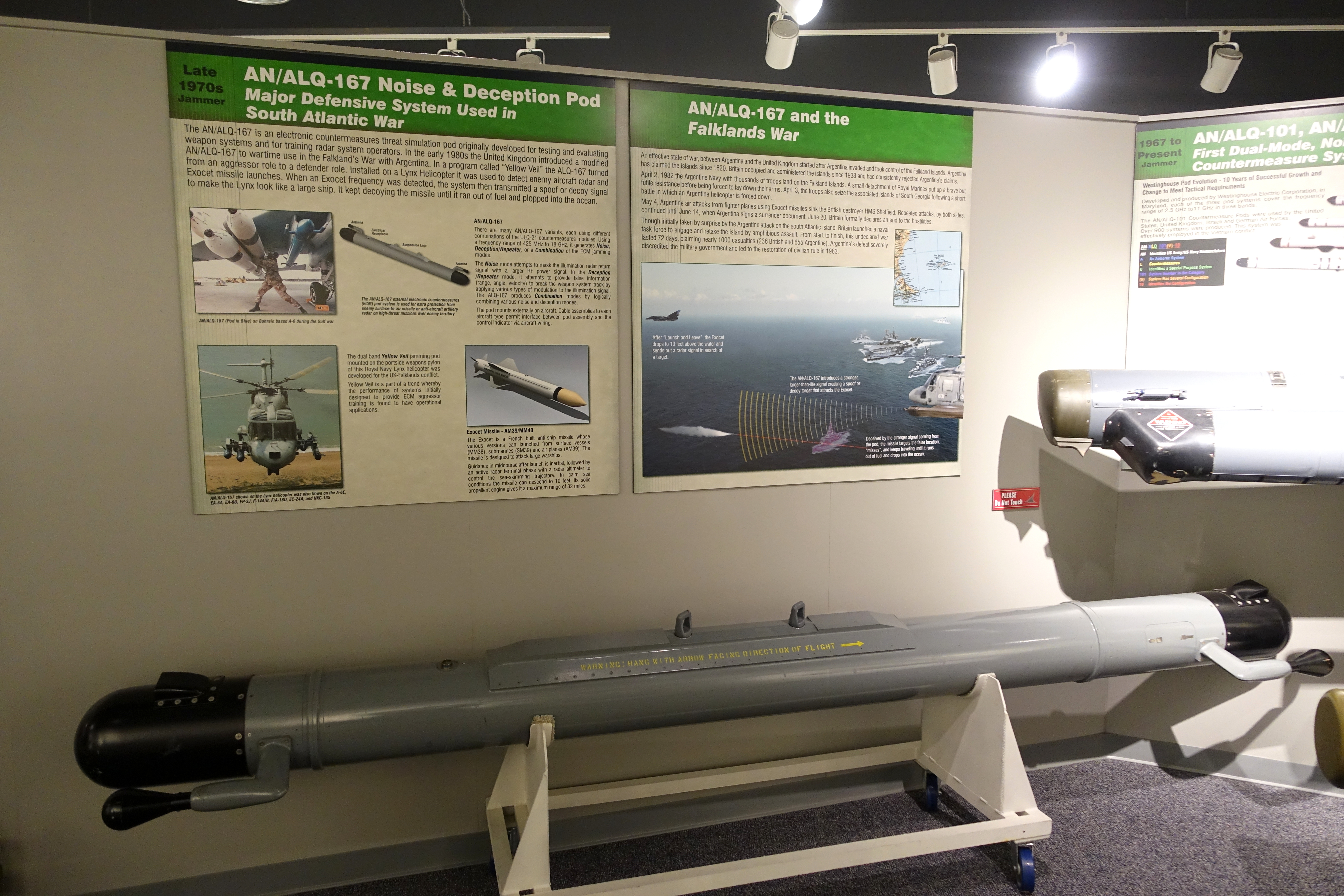
AN/ALQ-167, ausgestellt im National Electronics Museum

Das AN/ALQ-167 (JETDS-Bezeichnung) Angry Kitten ist ein luftgestütztes System für Elektronische Gegenmaßnahmen auf mittlere Entfernung. Der Störbehälter wird von den US-Konzernen Rodale Electronics und ITT produziert und von der US Air Force eingesetzt.

## Beschreibung
Das ALQ-167 ist für die Störung von radarbasierten Boden-Luftraketen und Flugabwehrradar konzipiert und wird in Verbindung mit dem AN/ULQ-21-Gegenmaßnahmensystem eingesetzt. Es ist in einem externen Behälter untergebracht. Das System ist nahezu vollständig modular aufgebaut, sodass verschiedenste Störtechniken implementiert und kombiniert werden können. 2023 testeten die USA den Einsatz des Systems an der Kampfdrohne MQ-9A Reaper.

## Varianten
In der folgenden Tabelle sind die übergeordneten Kategorien der ALQ-167-Versionen aufgeführt. Das „X“ ist Platzhalter für die jeweilige Ziffer der Unterversion.
| Bezeichnung     | Beschreibung                     |
| --------------- | -------------------------------- |
| AN/ALQ-167(V)1X | Derivat des ULQ-21 G/I-Band      |
| AN/ALQ-167(V)2X | Derivat des AN/DLQ-3 G/I-Band    |
| AN/ALQ-167(V)3X | niedrige Frequenzen (0,25–2 GHz) |
| AN/ALQ-167(V)4X | mittlere Frequenzen (2–4 GHz)    |
| AN/ALQ-167(V)5X | hohe Frequenzen (10–40 GHz)      |
| AN/ALQ-167(V)6X | spezielle Zwecke                 |
| AN/ALQ-167(V)7X | taktische Einsätze               |

## Plattformen
- A-6E Intruder
- EA-6A Electric Intruder
- EA-6B Prowler
- EP-3J
- F-14A/B Tomcat
- F-16 Fighting Falcon
- F/A-18A-D Hornet
- EC-24A
- NKC-135

## Technische Daten
- Gewicht: 175 kg
- Länge: 3,50–3,67 m
- Durchmesser: 26 cm
- Abstrahlleistung: 4–8,5 kW
- Frequenzbereich: 0,25–40 GHz